# Burgess Jenkins
 (mai 2014).
Si vous disposez d'ouvrages ou d'articles de référence ou si vous connaissez des sites web de qualité traitant du thème abordé ici, merci de compléter l'article en donnant les références utiles à sa vérifiabilité et en les liant à la section « Notes et références ».
Burgess Jenkins, né à Winston-Salem, en Caroline du Nord, le 24 octobre 1973 , est un acteur américain.

## Biographie
Burgess Jenkins est marié à Ashlee Payne.
Il est essentiellement connu en France pour son rôle récurrent dans les Frères Scott. Il interprète depuis juin 2014, dans Les feux de l'amour William Abbott, surnommé Billy, à la suite du remplacement de David Tom. En novembre 2015, la production du feuilleton le remercie car il ne faisait pas l'unanimité auprès du public, le rôle sera réinterprété par Jason Thompson à partir de début janvier 2016 sur TF1 .

## Filmographie

### Cinéma
- Unshackled! (2000) : Harold Morris
- Le Plus Beau des combats (2000) : Ray Budds
- Broken (2004) : Peter
- Sea of Fear (2006) : Lance
- Fall Down Dead (2007) : l'agent Earl Buchyk
- Les Châtiments (2007) : David Winter
- Wesley (2009) : John Wesley
- In/Significant Others (2009) : Bruce Snow
- Vault of Darkness (2009) : Marcus
- StaleMate (2010) : Rich
- The Trial (2010) : Harry O'ryan
- Red Dirt Rising (2011) : Bill Blair
- The Key Man (2011) : Charles Hawthorne
- Susie (2012) : Roy Laurence
- Hero (2012) : Joe Finn
- Jimmy (2013) : Jake Garner

### Télévision
- Dawson : Brad (1 épisode, 2000)
- JAG : lieutenant Jack Kersey (1 épisode, 2002)
- Good Morning, Miami : Jimmy (1 épisode, 2003)
- Mariage en blanc (2009) : Steve
- Les Frères Scott : Bobby Irons (12 épisodes, 2008-2009)
- American Wives : Major Kurt Dandridge (2 épisodes, 2009)
- Drop Dead Diva : ADA Dushay (1 épisode, 2010)
- L'Ange des neiges (2010) : Andrew Craig
- Marry Me (2010) : Jeff Rumson
- The Shunning (2011) : John Beiler
- The Heart of Christmas (2011) : Walt
- Coma (mini-série de 2012) : Sean Berman
- Nashville (2012) : Randy Roberts (rôle récurrent)
- American Wives (2013, Saison 7, actuelle saison) : Sergent Eddie Hall
- Les Feux de l'amour (2014-2016) : Billy Abbott

Le roman de Noel (2017)